# Aspilapteryx spectabilis
Aspilapteryx spectabilis is een vlinder uit de familie mineermotten (Gracillariidae). De wetenschappelijke naam is voor het eerst geldig gepubliceerd in 1994 door Huemer.
De soort komt voor in Europa.